# 下前頭回
下前頭回（かぜんとうかい、英: Inferior frontal gyrus）は、ヒトの脳の前頭葉に存在する脳回である。その上端は下前頭溝、下端は外側溝、後端は中心前溝下部である。この領域の上には中前頭回、後ろには中心前回が存在する。

## 領域
下前頭回は巨視解剖学的な構造から下記の下位領域に分けられる。
- 弁蓋部 (外側溝上行枝の後部にある皮質領域)
- 三角部 (外側溝上行枝と水平枝の間にある皮質領域)
- 眼窩部 (外側溝水平枝の下部または前部にある皮質領域)

下前頭回は以下の細胞構築学的な領域を含んでいる。
- ブロードマンの脳地図における 44 野
- ブロードマンの脳地図における 45 野
- ブロードマンの脳地図における 47 野
- 前頭弁蓋部の深部

大雑把に言って、細胞構築学的領域は巨視解剖学的領域はそれぞれ、ブロードマンの脳地図における 44 野は弁蓋部、ブロードマンの脳地図における 45 野は三角部、ブロードマンの脳地図における 47 野は眼窩部に対応する。ブロードマンの脳地図における 44 野はブローカ野にも対応する。 (時に 44 野と 45 野を指すことも)

## 参考画像

下前頭回の位置を様々な角度から見た動画。赤く塗られている所が下前頭回。
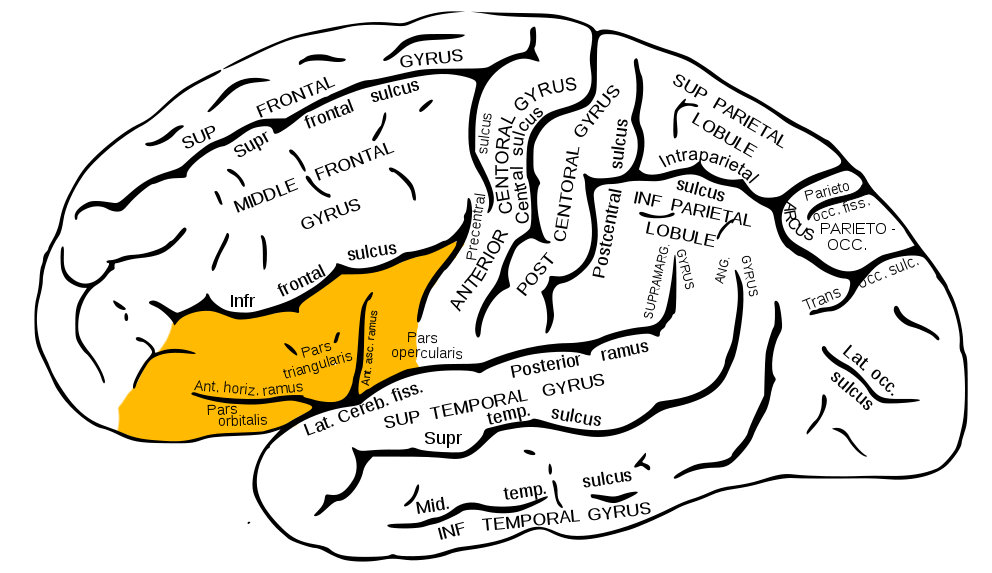
ヒトの左大脳半球の外側面を横から見た図。オレンジ色の所が下前頭回
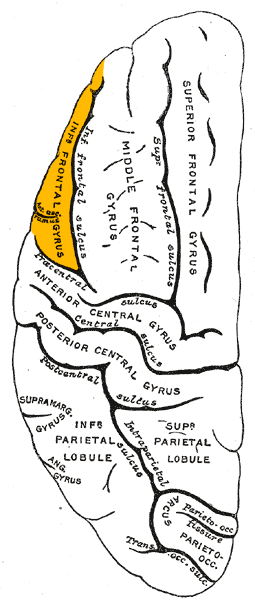
左大脳半球を上から見た図。オレンジ色の所が下前頭回
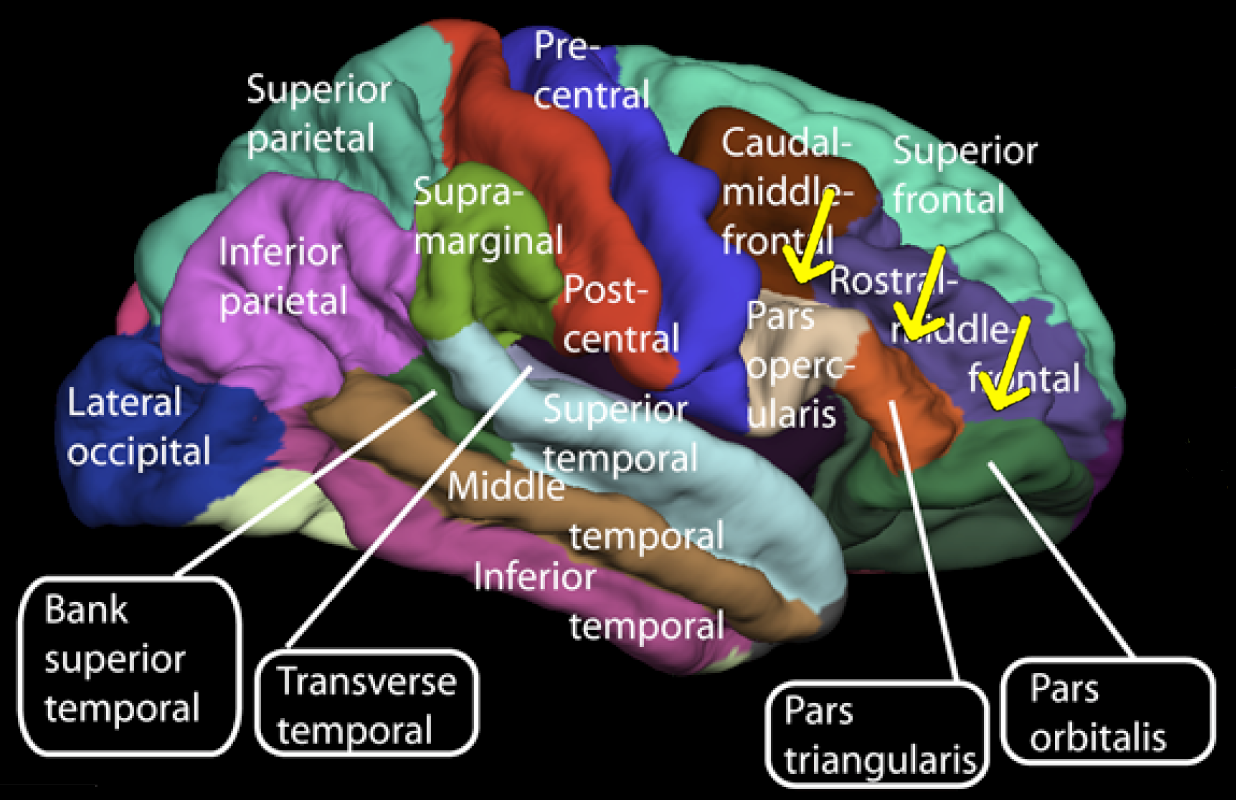
右半球の外側面。矢印の先が下前頭回。上から弁蓋部、三角部、眼窩部。
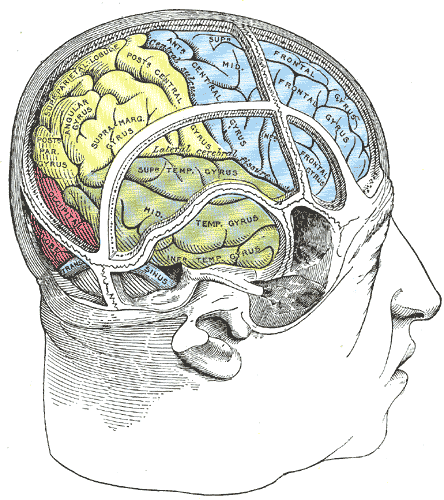
脳と頭蓋骨の関係を示した図。前頭葉（青色）の一番下の領域が下前頭回。
下前頭溝。下前頭回の上端の境界を定める脳溝。
中心前溝。下前頭回の後方の境界を定める脳溝。
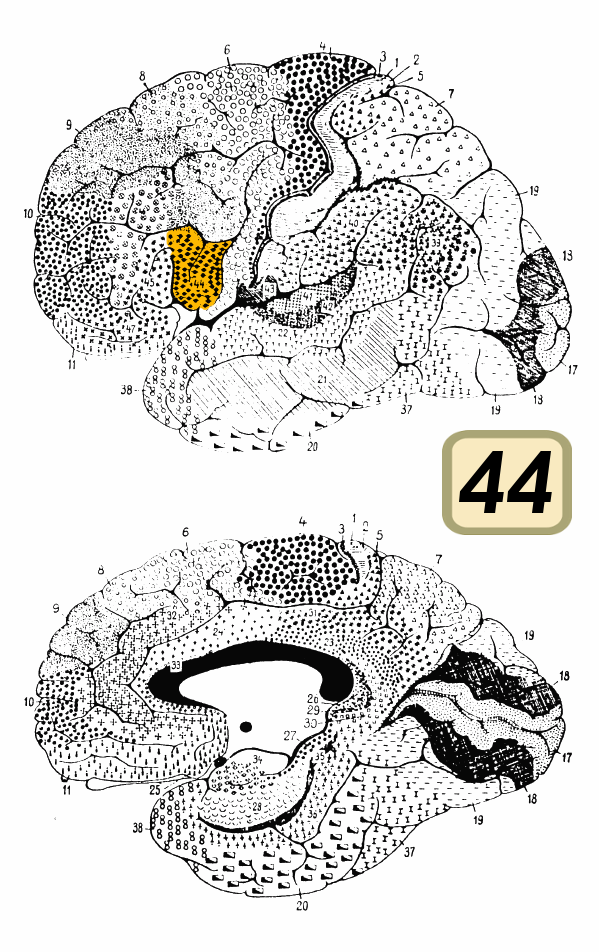
ブロードマンの脳地図における44野
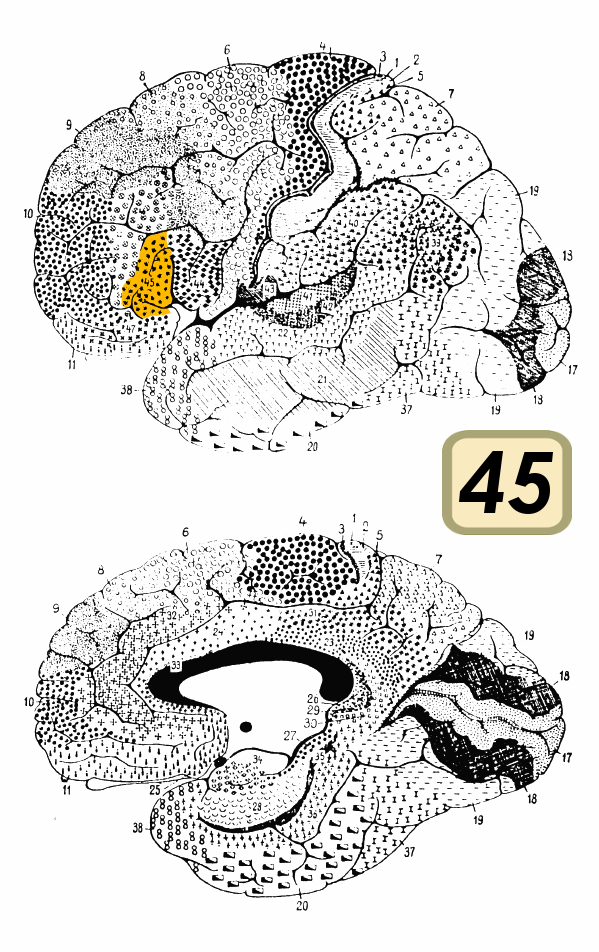
ブロードマンの脳地図における45野
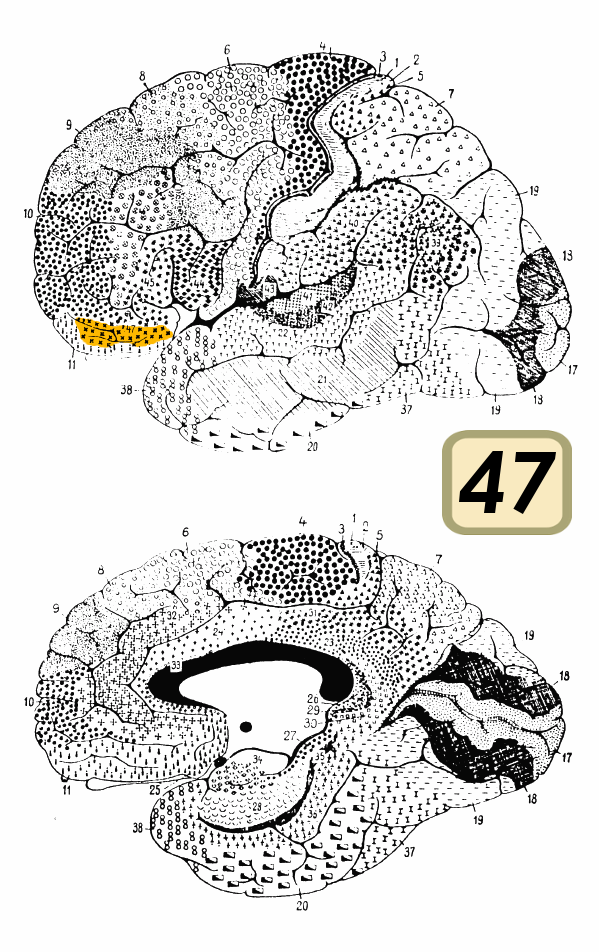
ブロードマンの脳地図における47野

| 大脳の脳回 | 大脳の脳回                    | 大脳の脳回                                                                   |
| --- | ----------------------------- | ---------------------------------------------------------------------------- |
| 外側面 | 外側溝内部                    | 内側面 - 上部                                                                |
| 上前頭回 中前頭回 弁蓋部 + 三角部 + 眼窩部 ll 下前頭回 中心前回 中心後回 上頭頂小葉 下頭頂小葉 ll 縁上回 + 角回 後頭回 上側頭回 中側頭回 下側頭回 | 島回 横側頭回                 | 舌状回 楔部 楔前部 中心傍小葉 帯状回 (前部+後部) 上前頭回 脳梁 梁下野 梁下回 |
| 脳底部 - 眼窩面 | 脳底部 - 側頭葉下面           | 内側面 - 下部                                                                |
| 眼窩回 直回 嗅球 | 鉤 下側頭回 紡錘状回 海馬傍回 | 歯状回 紡錘状回 鉤 海馬傍回                                                  |